# Navalperal de Pinares
Navalperal de Pinares – gmina w Hiszpanii, w prowincji Ávila, w Kastylii i León, o powierzchni 49,83 km². W 2011 roku gmina liczyła 1001 mieszkańców.